# Sozialgericht Fulda
Das Sozialgericht Fulda ist ein Gericht der Sozialgerichtsbarkeit. Das Gericht ist eines von sieben Sozialgerichten in Hessen und hat seinen Sitz in Fulda. Es ist zuständig für die Landkreise Fulda, Hersfeld-Rotenburg und Vogelsbergkreis.

## Gerichtsgebäude
Das Gerichtsgebäude des Sozialgerichts Fulda befindet sich Am Hopfengarten 3.

## Gerichtsbezirk und übergeordnete Gerichte
Das Sozialgericht Fulda ist örtlich für den Landkreis Fulda, den Landkreis Hersfeld-Rotenburg sowie den Vogelsbergkreis zuständig. Die sachliche Zuständigkeit ergibt sich aus dem Sozialgerichtsgesetz.
Auf Landesebene ist das Hessische Landessozialgericht das übergeordnete Gericht. Diesem ist wiederum das Bundessozialgericht in Kassel übergeordnet.